# ハロルド・バティスト
ハロルド・レイモンド・バティスト・ジュニア (Harold Raymond Battiste Jr., 1931年10月28日 - 2015年6月19日 ) は、米国の作曲家、編曲家、音楽パフォーマー、教育者であった。ニューオーリンズの出身で後のコミュニティのリーダーともなった彼は、バーバラ・ジョージ、サム・クック、ジョー・ジョーンズ、リー・ドーシー、ソニー&シェール、ドクター・ジョン、その他多くのアーティストのレコードにおける編曲者として知られている。

## 来歴
バティストは米国のルイジアナ州ニューオーリンズに生まれ、市内のマグノリア公営住宅で育った。彼はディラード大学に進学し、1953年に音楽学で学士号を取得。熟練したサクソフォーン奏者、ピアニスト、編曲家になった。彼は在学中に自身の最初のグループをクラリネット奏者のアルヴィン・バティスト、ドラマーのエドワード・ブラックウェルと結成した。
彼のスタジオ編曲家としての最初の成功は、1957年に担当したサム・クックの「ユー・センド・ミー」だった。1961年には、アフリカ系アメリカ人が米国南部で興した初のレーベル、AFOレコード (AFOはall for one=全てはひとつのためにの意)を立ち上げている。同レーベルでは、設立から数か月後にはバーバラ・ジョージの「アイ・ノウ (ユー・ドント・ラヴ・ミー・ノー・モア)」で100万枚を売り上げるヒットを記録している。またこのレーベルでは、エリス・マルサリス (シニア)のファースト・アルバム『The Monkey Puzzle』をリリースした。バティストのその他プロデューサー、スタジオ、映画、舞台、テレビの編曲家としての仕事にはジョー・ジョーンズの「ユー・トーク・トゥー・マッチ」、リー・ドーシーの「ヤ・ヤ」、ソニー&シェールの「アイ・ガット・ユー・ベイブ」などがある。バティストはまたニューオーリンズのアーティスト、マック・レベナックをドクター・ジョンとして世に紹介し、彼の初期のアルバムをプロデュースした。
バティストは30年間をロサンゼルスにて過ごし、その間15年に渡るソニー&シェールとの仕事を通じて6つのゴールドディスクを獲得、また彼らのテレビ・シリーズで音楽監督を務めている。彼はまた、トム・ウェイツのアルバム『ブルー・ヴァレンタイン』(1978年)の楽曲「墓場からの口笛 (Whistlin' Past The Graveyard)」および「かわいい小さな弾丸 (A Sweet Little Bullet from a Pretty Blue Gun)」でピアノを弾いており、グラム・パーソンズの1973年のアルバム『GP』ではバリトン・サクソフォーンで参加している。
バティストはいくつかの大学で教鞭をとっており、1989年にはエリス・マルサリス・Jr.とともにニューオーリンズ大学ジャズ研究学部に参加した。彼はまた、ニューオーリンズ音楽の文化遺産と音楽家の認知向上、継続、記録を目的とした非営利団体AFOファウンデーションを設立した。
バティストはニューオーリンズのコミュニティにおいて精力的に活動した。コンゴ・スクウェア文化共同体 (Congo Square Cultural Collective)、ルイジアナ州音楽委員会 (Louisiana State Music Commission)、ニューオーリンズ・ジャズ&ヘリテッジ・ファウンデーション (New Orleans Jazz & Heritage Foundation)、ルイジアナ・ジャズ連盟 (Louisiana Jazz Federation)、アフリカ文化基金 (African Cultural Endowment)を含む数多くの文化団体において役員を務めた。彼はボウ芸術賞(Beau Arts Award)、市長芸術賞 (Mayor's Arts Award)、州知事芸術生涯功労賞 (Governor's Arts Lifetime Achievement Award)など数々の賞を受賞している。1988年にはニューオーリンズ市が彼の誕生日を「ハロルド・バティスト・デイ」に制定した。2010年には、ヒストリック・ニューオーリンズ・コレクションが彼の自伝『Unfinished Blues』を出版した。
健康状態が悪化していたバティストは、2015年6月19日、83歳で死去した。